# Lancaster (Minnesota)
Lancaster és una població dels Estats Units a l'estat de Minnesota. Segons el cens del 2000 tenia 363 habitants.

## Demografia
Segons el cens del 2000, Lancaster tenia 363 habitants, 154 habitatges, i 91 famílies. La densitat de població era de 62,3 habitants per km².
Dels 154 habitatges en un 31,8% hi vivien nens de menys de 18 anys, en un 48,7% hi vivien parelles casades, en un 6,5% dones solteres, i en un 40,9% no eren unitats familiars. En el 39% dels habitatges hi vivien persones soles el 22,7% de les quals corresponia a persones de 65 anys o més que vivien soles. El nombre mitjà de persones vivint en cada habitatge era de 2,36 i el nombre mitjà de persones que vivien en cada família era de 3,19.
Per edats la població es repartia de la següent manera: un 29,5% tenia menys de 18 anys, un 7,7% entre 18 i 24, un 25,1% entre 25 i 44, un 19,6% de 45 a 60 i un 18,2% 65 anys o més.
L'edat mediana era de 38 anys. Per cada 100 dones de 18 o més anys hi havia 95,4 homes.
La renda mediana per habitatge era de 33.750 $ i la renda mediana per família de 47.083 $. Els homes tenien una renda mediana de 31.346 $ mentre que les dones 27.000 $. La renda per capita de la població era de 16.191 $. Entorn del 9,2% de les famílies i el 9,7% de la població estaven per davall del llindar de pobresa.

## Poblacions més properes
El següent diagrama mostra les poblacions més properes.